# Stokka & MadBuddy
Stokka & MadBuddy sono stati un duo musicale hip hop italiano formato a Palermo per iniziativa dagli MC Stokka (Francesco Romito) e MadBuddy (Marco Gorgone). Stokka è stato anche il realizzatore di diverse basi utilizzate dal gruppo.
Si sono avvicinati all'hip hop durante la metà degli anni novanta, in principio peraltro i due non sono visti di buon occhio perché frequentatori di locali considerati rivali come "Il Ponte" e "Il Politeama", punti di ritrovo degli amanti di generi musicali alternativi come l'hip hop e il punk. Stokka, tra il 1995 e il 1997, fa rap dapprima con le Teste di Vinile assieme ad Off e Nervo aka Tommy Giulio, il trio ha cambiato nome poi in Setta del Rimario, producendo un demo che ha ottenuto una recensione positiva su AL, il gruppo ha partecipa anche alla prima raccolta dell'Area di Contagio.

## Storia del gruppo

### Primi anni (1997–2001)
A seguito di disguidi personali, la Setta del Rimario si sciolse e Stokka e Tommy proseguirono l'esperienza fondando gli Effetto Instabile. Nel periodo dal 1997 al 1998 MadBuddy conobbe Stokka al concerto palermitano dei Cor Veleno insieme a El Presidente e Zero Stress. Stokka in quel momento si occupava delle produzioni per il rapper Cifra, il quale era alla ricerca di un MC per fondare un vero gruppo hip hop; la comunanza dei tre diede vita agli Instabili d'Alto Livello, come parte della collettivo Effetto Instabile. Col tempo l'interesse di Cifra e Tommy nei confronti dell'hip hop calò e il quartetto mutò in un duo che cementò nel frattempo l'amicizia, trovando forti comunanze sui gusti musicali. Nel 1998 Stokka & MadBuddy parteciparono alla raccolta 50 MCs II curata dagli ATPC e nel 2001 pubblicarono Palermo centrale, il loro demo di esordio che si rivela una piccola perla e finisce presto tutto esaurito.

### La cura del microfono(2003–2004)
Dopo la partecipazione a numerosi concerti e jam, il gruppo iniziò a farsi strada oltre la scena locale. Nel 2003 il duo pubblicò La cura del microfono, disco che ricevette buone critiche e un certo successo all'interno del circuito underground a carattere nazionale. La decadente scena italiana, simboleggiata dalla chiusura di riviste come AL, Biz e Juice, e dall'approdo ad altri generi di artisti di spessore come Neffa, amareggiò particolarmente il duo, che rifletté il proprio stato d'animo sull'album. Il titolo del disco simboleggia il tentativo di dare una spinta positiva all'hip hop con un lavoro che non si appoggiasse ai soliti cliché ad esso legati. In una intervista concessa ad HotMC per l'uscita del disco, Buddy non usò mezze parole per descrivere la situazione: 

### Blocknotes(2005–2006)
Con il brano Ghettoblaster, il duo partecipò all'album 60 Hz di DJ Shocca. Nel giugno del 2005 venne pubblicato dalla Vibrarecords il terzo album del duo, Blocknotes, le cui produzioni furono affidate (oltre che a Stokka) a DJ Shocca, DJ Squarta e Frank Siciliano. Il disco venne accolto positivamente da diverse riviste del settore ed è diventato un classico dell'hip hop italiano del periodo.
Nel 2006 Stokka realizzò un album strumentale sotto lo pseudonimo Cookie Snap, intitolato Music With Noise e reso disponibile per il download gratuito nello stesso anno attraverso il sito della Soulville.

### Collaborazioni,Bypasse lo scioglimento (2007–2018)
Nel periodo compreso tra il 2007 e il 2012 il duo svolse diverse collaborazioni con tanti artisti affermati del panorama hip hop italiano, supportando svariati artisti emergenti provenienti principalmente dalla loro stessa città come Johnny Marsiglia, Big Joe, Dual Shok, Bras, Jamba, Louis Dee e i PA All Bastardz. Inoltre continuò a svolgere una fitta attività di concerti, portando in giro per l'italia uno degli spettacoli hip hop più coinvolgenti della penisola. Il quarto album del duo, intitolato Bypass è stato annunciato nell'estate del 2008 ma a causa di eventi artistici legati allo sviluppo del disco, è stato deciso di rimandarne l'uscita. Il disco è uscito il 28 maggio 2012, a quattro anni di distanza dal primo annuncio.
Intorno allo stesso periodo fondarono Unlimited Struggle, collettivo di artisti ed etichetta musicale indipendente.
Nel 2014, il duo palermitano collabora con DJ Shocca alla produzione di un EP intitolato Struggle Radio, che vede due uniche collaborazioni con il rapper Noyz Narcos e il cantante Zuli. L'EP è stato prodotto solo in vinile in tiratura limitata. Dopo l'uscita di questo lavoro, il trio intraprende un tour in giro per tutta Italia, chiamato appunto Struggle Radio Tour.
L'11 ottobre 2018 il duo ha annunciato il proprio scioglimento, rivelando lo svolgimento di un'ultima tournée nel corso del 2019.

## Discografia

### Album in studio
- 2001 – Palermo centrale
- 2002 – La cura del microfono
- 2005 – Blocknotes
- 2012 – Bypass

### EP
- 2014 – Struggle Radio (con DJ Shocca)

### Collaborazioni
- 2004 – Bassi Maestro feat. Stokka & MadBuddy – Musical Mafia (RMX) (da Seven: The Street Prequel)
- 2004 – DJ Shocca feat. Stokka & MadBuddy, DJ Double S – Ghettoblaster (da 60 Hz)
- 2005 – Mr. Phil feat. Stokka & MadBuddy, Amir e DJ Double S – La mia città (da Kill Phil)
- 2005 – Mistaman feat. Stokka & MadBuddy – Musica vera (da Parole)
- 2005 – Inoki feat. Stokka & MadBuddy – Lo facciamo così (da The Newkingztape Vol. 1)
- 2006 – Ghemon feat. Franco Negrè, Stokka & MadBuddy – Pace (da Ufficio immaginazione)
- 2007 – DJ Shocca feat. Stokka & MadBuddy – Ritrovarsi ancora (da Struggle Music)
- 2012 – Clementino feat. Stokka & MadBuddy – La fuga (da Mea culpa)
- 2014 – Mistaman feat. Stokka & MadBuddy – Il giorno che ci siamo svegliati (da M-Theory)
- 2014 – The Night Skinny feat. Stokka & MadBuddy – Troppo grande (da Zero Kills)
- 2015 – Frank Siciliano feat. Stokka & MadBuddy – La mia verità (da L.U.N.A.)

### Produzioni
Il solo Stokka, nel corso degli anni, ha prodotto strumentali per diversi album oltre a quelli del duo:
- 2004 – Bras feat. Jamba - Heavy Days (da Attitudine al micro EP)
- 2005 – Mistaman - Parole (da Parole)
- 2006 – Ghemon feat. Franco e Stokka & MadBuddy - Pace (da Ufficio immaginazione)
- 2008 – Mistaman feat. MadBuddy - Superfunkycrazyfuturisticpsychojoint (da Anni senza fine)